# 章嘉·阿旺罗桑却丹
章嘉·阿旺罗桑却丹（藏語：ལྕང་སྐྱ་ངག་དབང་བློ་བཟང་ཆོས་ལྡན་，威利转写：lcang skya ngag dbang blo bzang chos ldan；1642年12月—1714年7月7日），第二世章嘉呼图克图，出生于安多地区湟水河边伊格达秀村。
他幼年时被认定为一世章嘉活佛扎巴沃色的转世灵童。5岁（1646年）时出家，取名丹增勒协嘉措。9岁（1650年）迎入佑宁寺坐床。11岁（1652年）由五世达赖喇嘛授沙弥戒，并受赐法名阿旺罗桑却丹。16岁（1657年）赴拉萨，在哲蚌寺郭莽扎仓学法，曾师从一世敏珠尔活佛赤烈龙珠、甘丹寺法台罗追嘉措。23岁（1664年）由五世达赖喇嘛受比丘戒。27岁（1668年）获林赛格西学位。此后赴下密院学习密宗。
1683年返回安多弘法。后随其师、甘丹赤巴罗追嘉措前往蒙古调解喀尔喀部和卫拉特之间的纠纷，后因此受康熙帝嘉奖。1688年回佑宁寺出任法台。1693年进京，被康熙帝封为呼图克图。1697年，奉命在六世达赖喇嘛的坐床典礼上向其赍送金册金印。1700年由康熙帝任命为“多伦喇嘛庙总管内蒙古喇嘛事务之札萨克喇嘛”，并任多伦诺尔汇宗寺住持，自此确定章嘉呼图克图作为内蒙古藏传佛教领袖的地位。1706年被封为“灌顶普善广慈大国师”。1711年，雍亲王（即雍正帝）赐其嵩祝寺，成为历世章嘉呼图克图在京驻锡之所。1714年藏历五月二十六日圆寂，享年73岁。